# Quảng trường Leatherneck

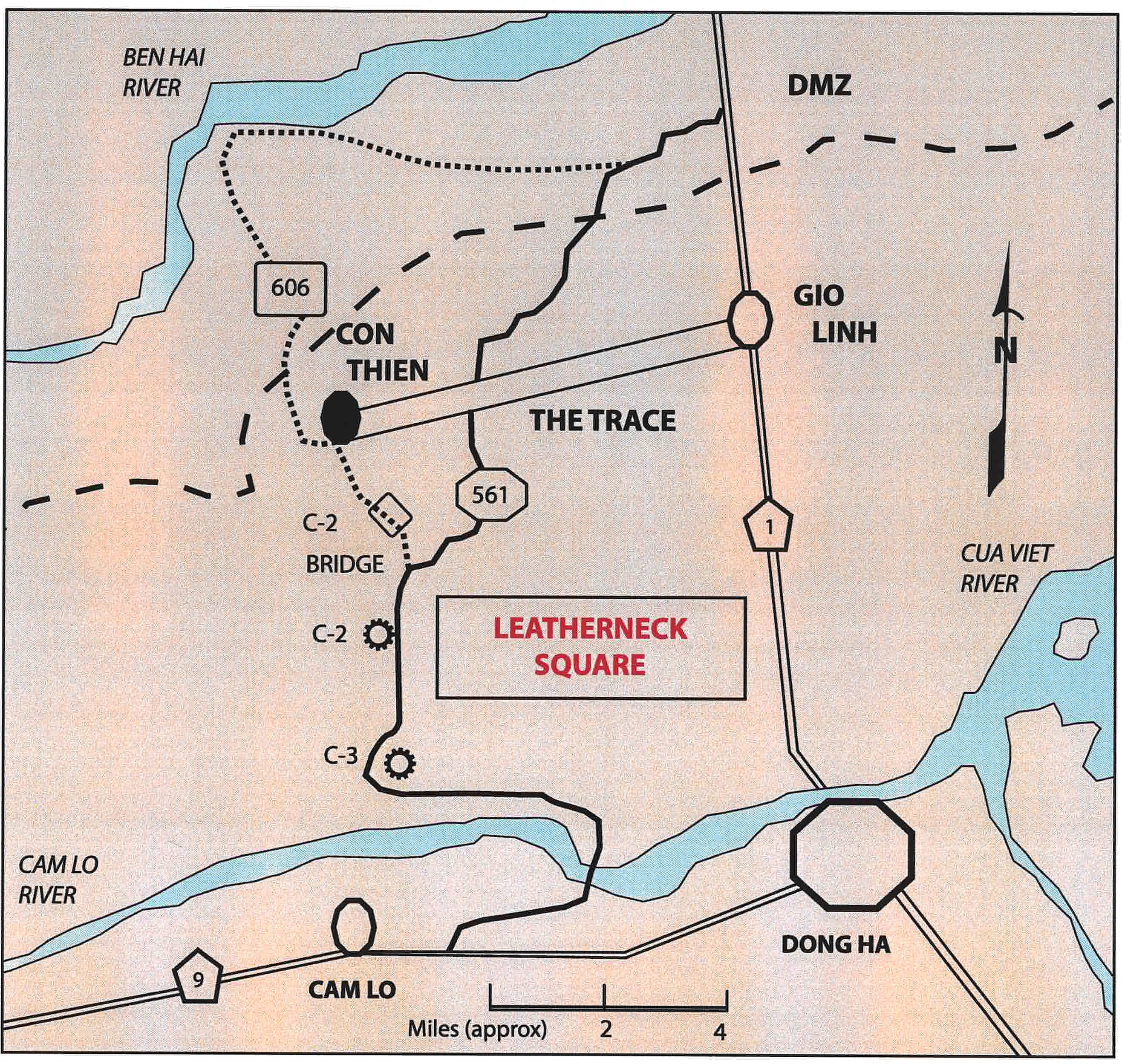
Bản đồ Quảng trường Leatherneck

Quảng trường Leatherneck là khu vực ngay phía nam Khu phi quân sự vĩ tuyến 17 ngăn cách miền Bắc và miền Nam Việt Nam.:22
Các góc của quảng trường này là Cồn Thiên và Căn cứ hỏa lực Gio Linh ở phía bắc, Căn cứ chiến đấu Đông Hà và Cam Lộ ở phía nam, khiến cho quảng trường rộng khoảng 6 dặm (9,7 km) từ đông sang tây) và sâu khoảng 9 dặm (14 km) từ bắc xuống nam).:18, 40
Một số trận chiến ác liệt nhất của Chiến tranh Việt Nam đã diễn ra tại khu vực rộng hơn 54 dặm vuông này. Các số liệu chính thức về tổn thất trong tất cả những cuộc hành quân tại khu vực này từ Chiến dịch Prairie III/IV,:30 đến Hickory, Cimarron, Buffalo, Kingfisher và Kentucky,:40 tức là từ tháng 3 năm 1967 đến tháng 2 năm 1969 là 1.419 lính Thủy quân lục chiến và Quân y Hải quân tử trận và 9.265 lính Thủy quân lục chiến và Quân y bị thương trong chiến đấu. Tổn thất của Quân đội Nhân dân Việt Nam là 7.563 người tử trận, không rõ số người bị thương.